# Quentin Valentino
Pour les articles homonymes, voir Valentino.
Pas d'image ? Cliquez ici

a Compétitions nationales et continentales officielles uniquement.

b Matchs officiels uniquement.
Dernière mise à jour le 3 janvier 2025.
Quentin Valentino, né le 14 mars 2006 à Grasse (Alpes-Maritimes), est un joueur français de rugby à XV évoluant au poste de centre avec la Section paloise.

## Biographie

### Jeunesse et formation
Originaire de Grasse, Quentin Valentino commence la pratique du rugby à XV à l'âge de cinq ans au Rugby olympique de Grasse. Il rejoint le Stade niçois rugby en 2021, où il accède au statut de PPF (Projet de Performance Fédéral), confirmant son potentiel parmi les cent meilleurs jeunes français de sa génération,.
Quentin Valentino est sélectionné en équipe de France des moins de 18 ans pour le Festival des Six Nations 2023. Cette même année, il participe également à une tournée en Afrique du Sud lors de l'International Series.
L'année suivante, il est de nouveau retenu pour le Festival des Six Nations, jouant les rencontres de préparation face à l'Italie et l'Angleterre,. Puis, il dispute les matchs contre l'Irlande et la Géorgie,.
Durant l'été 2024, il intègre le centre de formation de la Section paloise, continuant sa formation au plus haut niveau,.

### Débuts professionnels
Quentin Valentino effectue ses premiers pas avec les professionnels lors de la saison 2024-2025. Il participe au Supersevens 2024 avec la Section paloise,, atteignant notamment la finale de l'étape organisée au stade du Hameau. Les sectionnistes s'inclinent face au Monaco Rugby Sevens,. En novembre 2024, Quentin Valentino est appelé en équipe de France des moins de 20 ans développement,. Capitaine lors d'un match contre l'Italie le 23 novembre, il mène son équipe à la victoire (55-36). Le samedi 14 décembre suivant, il fait ses débuts avec l'équipe professionnelle de la Section paloise lors de la deuxième journée de Challenge Cup face aux Lions à l'Ellis Park Stadium. Il entre en jeu à la 66e minute à la place d'Olivier Klemenczak. Dans des conditions difficiles et une interruption du match due à un orage, la Section s'incline sur le score de 43 à 35 mais repart avec un point de bonus offensif.